# Dagbladet

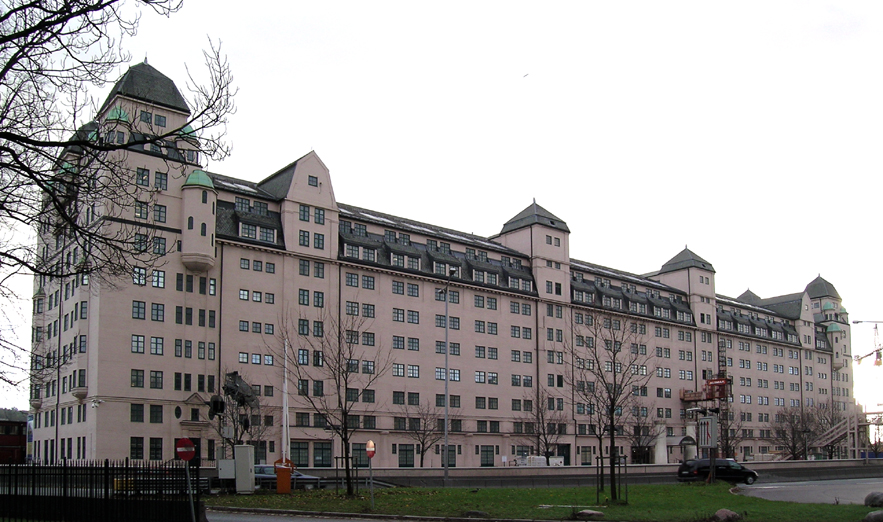
Sede del periódico

Dagbladet es un periódico  de Noruega fundado en 1869 en Oslo que se publica en la variedad bokmål del noruego. Su redactor jefe es John Arne Markussen, y se edita en formato tabloide desde 1983. Dagbladet es tradicionalmente el tercer periódico del país tras la edición matutina del Aftenposten y el Verdens Gang, compitiendo directamente con este último. Fue el primer periódico nacional noruego con edición online, dagbladet.no, el 8 de marzo de 1995 que en 2012 tenía 771.000 visitas únicas en ordenadores y 237.000 en dispositivos móviles .
El 20 de junio de 2013 se anunció que Aller Media compraría el 100% de la propiedad del Dagbladet al Berner Gruppen.

## Historia

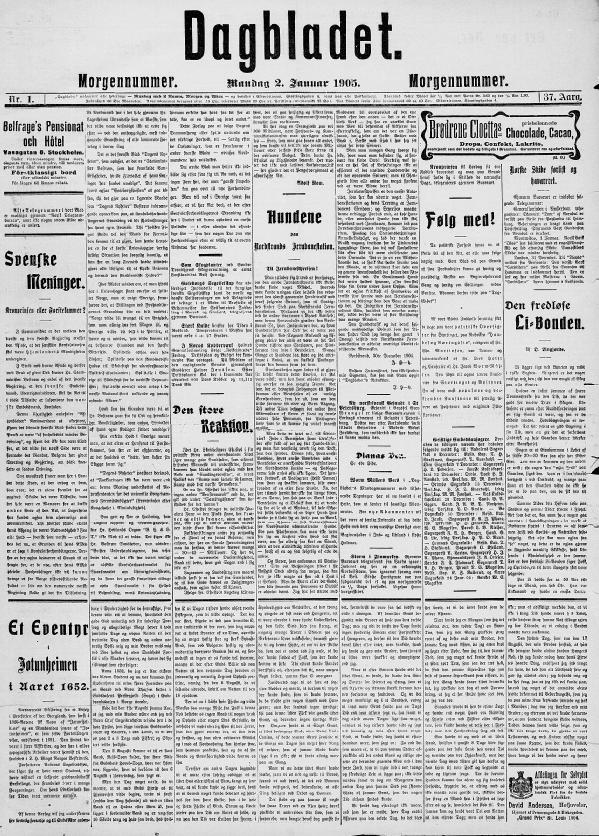
Edición del Dagbladet del 2 de enero de 1905.

Lo fundó Anthon Bang con Hagbard Emanuel Berner como primer redactor jefe. El primer número salió el 2 de enero de 1969. De inspiración liberal democrática, fue órgano del partido Venstre desde 1884, a partir de la década de 1970 fue adquiriendo una mayor independencia del partido hasta que en 1977 se desvinculó de este .
Durante los años previos a la Segunda Guerra Mundial, tuvo una línea política claramente antinazi que cambió tras la ocupación alemana del país, y como el resto de los medios de comunicación, estaba sometido a vigilancia, censura, directrices y multas. El redactor jefe de la época, Einar Skavian, intentó resistirse a los mandatos, pero fue arrestado y enviado a un campo de concentración, el de Grini, como otros miembros en la publicación.
El 26 de agosto de 1990 fue el primer periódico noruego con publicación dominical.

## Suplementos
Fredag fue un suplemento editado entre 1990 y 2012 dedicado a personas de entre 15 y 35 años con reportajes dedicadas a música, cine, vida nocturna o sexo. En 1999 lanzó los sábados su propia revista, o Magasinet.

## Editores
- John Arne Markussen 3 de noviembre de 2011 –
- Lars Helle 14 de mayo de 2010–3 de noviembre de 2011
- Lars Helle (interino) 21 de enero de 2010–14 de mayo de 2010
- Anne Aasheim 14 de agosto de 2006–21 de enero de 2010
- Lars Helle (interino) 8 de marzo–14 de agosto de 2006
- Thor Gjermund Eriksen 2003–14 de agosto de 2006
- John Olav Egeland 2000–2003
- Harald Stanghelle 1995–2000
- Bjørn Simensen 1990–1995
- Jahn Otto Johansen 1977–1984 (con Arve Solstad)
- Arve Solstad 1973–1990
- Roald Storsletten 1959–1980
- Helge Seip 1954–1965
- Gunnar Larsen 1954–1958
- Einar Skavlan 1945–1954
- Birger H. Andersen 1940–1943
- Einar Skavlan 1930–1940
- Olav Røgeberg 1928–1929
- Bernt A. Nissen 1928–1930
- Einar Skavlan 1915–1928
- Hans C. Volckmar 1907–1915
- Olaf Thommesen 1902–1907
- Anton Th. Omholt 1899–1902
- Harald Kristoffersen 1898–1899
- Lars Holst 1883–1898
- Frederik Bætzmann 1883
- Nicolai A. Grevstad 1880–1883
- Hagbard E. Berner 1869–1879
- Anthon Bang 1869
- Hagbard Emanuel Berner 1869

## Circulación
Mediebedriftenes Landsforening:
| - 1980: 132 295 - 1981: 140 429 - 1982: 138 674 - 1983: 155 337 - 1984: 169 317 - 1985: 175 685 - 1986: 187 942 - 1987: 198 937 - 1988: 206 092 - 1989: 214 637 - 1990: 219 757 - 1991: 214 925 - 1992: 224 490 - 1993: 227 796 - 1994: 228 834 - 1995: 209 421 - 1996: 205 740 | - 1997: 204 850 - 1998: 206 357 - 1999: 206 969 - 2000: 192 555 - 2001: 193 637 - 2002: 191 164 - 2003: 186 136 - 2004: 183 092 - 2005: 162 069 - 2006: 146 512 - 2007: 135 611 - 2008: 123 383 - 2009: 105 255 - 2010: 98 130 - 2011: 98 989 - 2012: 88 539 - 2013: 80 028 | \| \| \| Gráfica de la circulación del Dagbladet \| |
| | |                                                     |
| Gráfica de la circulación del Dagbladet | |                                                     |